# Neumagen-Dhron
Neumagen-Dhron is een plaats in de Duitse deelstaat Rijnland-Palts, en maakt deel uit van de Landkreis Bernkastel-Wittlich.
Neumagen-Dhron ligt op de rechteroever van de Moezel en telt 2.313 inwoners.

## Bestuur
De plaats is een Ortsgemeinde aan de Moezel en maakt deel uit van de Verbandsgemeinde Bernkastel-Kues.

## Geschiedenis en cultuur
De naam van de plaats is van keltische origine. Dankzij een eeuwenoude wijnbouwtraditie groeide Neumagen-Dhron uit tot een handelsplaats. Het werd de standplaats van de enige Romeinse vesting aan de Moezel. Ten tijde van de Romeinen heette de plaats Noviomagus en stond er een burgus.
In de negentiende eeuw werd Neumagen een waar paradijs voor onderzoekers van de klassieke oudheid. Bouwvakkers vonden, bij het weghalen van een fundament, een stuk muur met reliëfs. De pastoor was zich ervan bewust dat de muren uit een vroegere eeuw stamden. Hij verkocht de versierde stenen voor 1 Duitse mark per honderd kilo aan het pas opgerichte Rheinische Landesmuseum in Trier. Daarop werd een volgende opgraving georganiseerd. Er werden steeds meer nieuwe afbeeldingen gevonden. Nog nooit kwam men door een dergelijke vondst zoveel te weten over het leven van de vroegere bewoners van de Moezelstreek. Later werd duidelijk dat het om de muren van een Romeinse vesting ging, die onder keizer Constantijn werd gebouwd door de Romeinen.
Van de later beroemd geworden stenen afbeelding, het wijnschip met de vrolijke stuurman, staat tegenwoordig een betonnen afgietsel aan de dorpsstraat in Neumagen. Het wijnschip staat ook in het wapen van Neumagen-Dhron.
Neumagen-Dhron gaat prat op twee eretitels: oudste wijnplaats van Duitsland en Pergamon van het Rijngebied.

## Toerisme

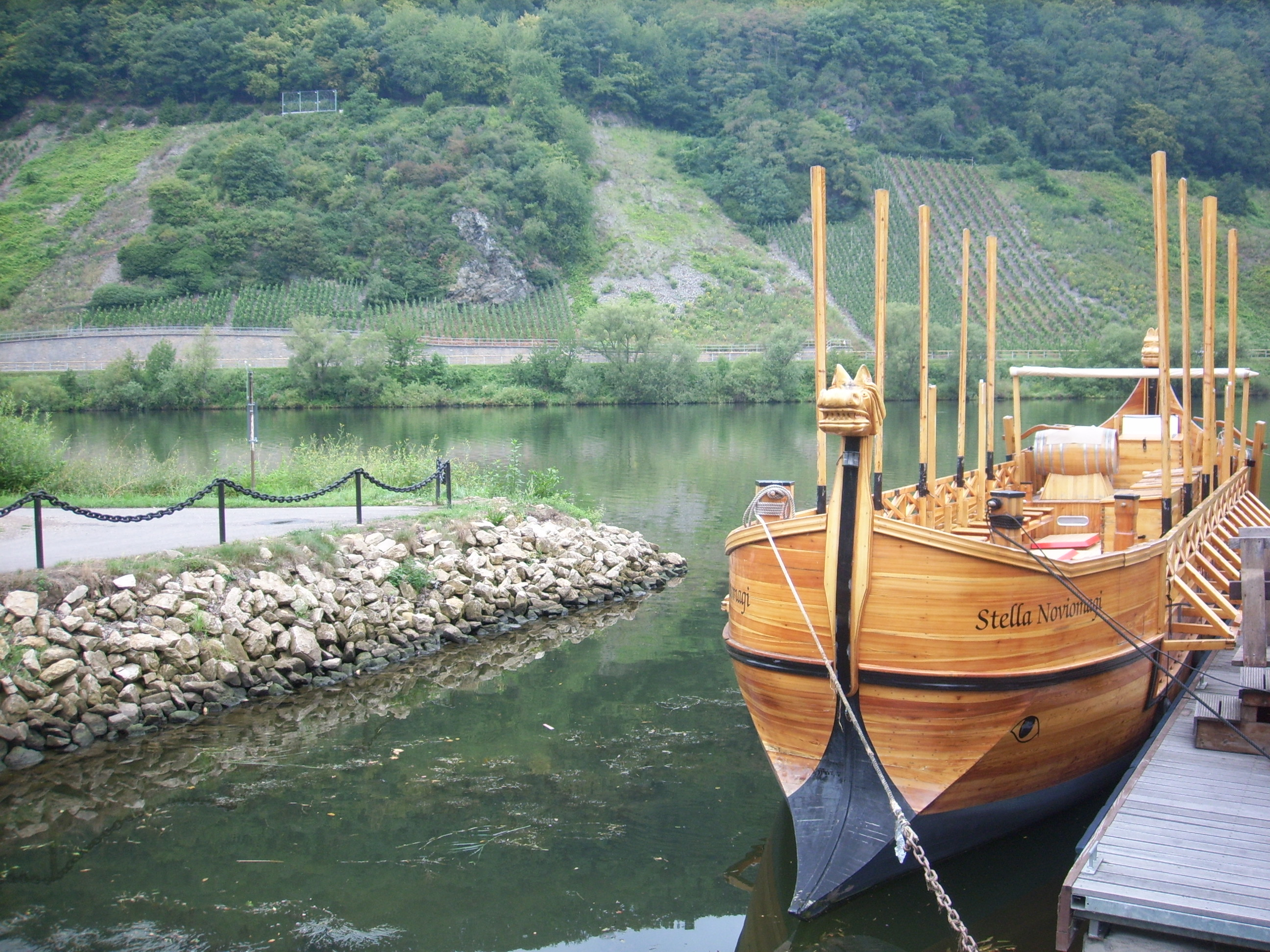
Replica van het wijnschip in Neumagen-Dhron.

Bij de opgravingen in Neumagen-Dhron vond men tussen de overblijfselen van de vesting ook een Romeins wijnschip. Bij de jachthaven ligt een replica van dit wijnschip. Toeristen kunnen er een boottocht op maken.
Langs de Archäologische Rundweg kunnen alle Romeinse monumenten in Neumagen-Dhron worden bezocht. Het Heimatsmuseum herbergt overblijfselen uit de Romeinse tijd. Dit is gevestigd in het voormalige Amtshaus van de graven van Sayn und Wittgenstein aan de Grafenweg.